# Mak Yong

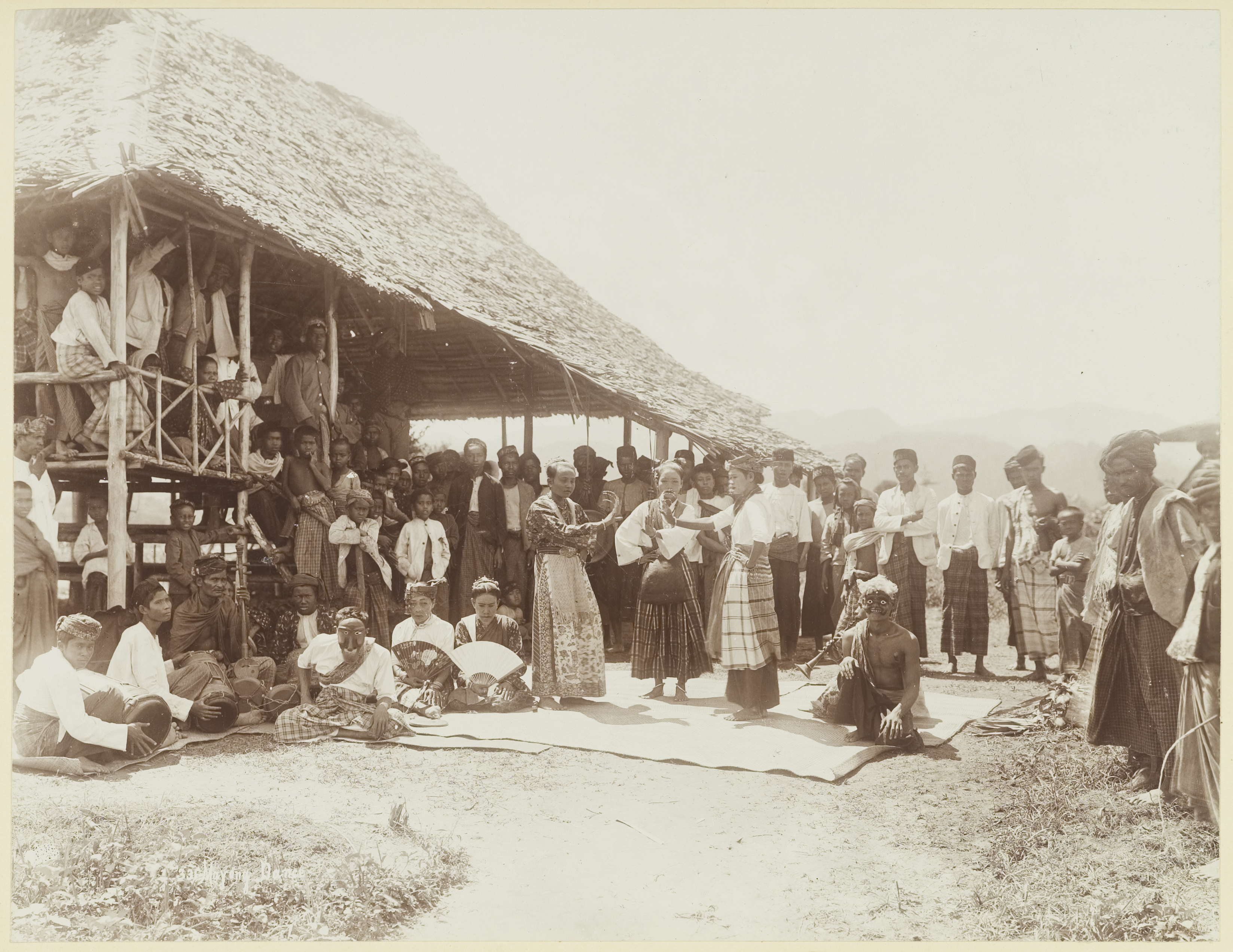
Mahjong dance

Le Mak Yong est un théâtre chanté royal malais des îles Riau en Indonésie. Ses origines remontent au XVIIe siècle, mais il devint populaire au XXe siècle. Les acteurs chantent et sont accompagnés par un chœur et des percussions. On le trouve également en Malaisie voisine. Jusqu'en 1911, le sultanat de Lingga-Riau ne faisait en effet qu'un avec celui de Johor.
Il est inscrit au patrimoine culturel immatériel de l'humanité de l'UNESCO depuis 2008.
La dernière troupe de makyong se trouve dans l'île de Batam en Indonésie.